# Тургунов, Абдувахоб
Абдувахоб Тургунов — советский хозяйственный и государственный деятель, лауреат Государственной премии СССР за выдающиеся достижения в труде.

## Биография
Родился в 1935 году на территории современного Задарьинского района Наманганской области. Член КПСС.
В 1948—1991 — хлопкороб, военнослужащий Советской армии, звеньевой, бригадир комплексной бригады колхоза «Гигант» Задарьинского района Наманганской области.
За получение высоких и устойчивых урожаев технических, овощных, плодовых культур, картофеля, льна, хлопка, чая на основе применения достижений науки и внедрения комплексной механизации был в составе коллектива удостоен Государственной премии СССР за выдающиеся достижения в труде 1979 года.
Жил в Наманганской области Узбекистана.

## Награды
- Орден Ленина (дважды)